# Daniel Wenter
Daniel Wenter (* 16. August 2001 in Meran) ist ein Südtiroler Klarinettist.

## Leben und Wirken
Wenter wurde am 16. August 2001 in Meran geboren. Erstmals im Fach Klarinette wurde er im Alter von 9 Jahren von  Johann Wechselberger an der Meraner Musikschule "Albert Schweitzer" unterrichtet. Bereits im Alter von 16 Jahren begann er im Jahr 2017 als Jungstudent das Studium im Konzertfach Klarinette bei  Roberta Gottardi am Landeskonservatorium "Claudio Monteverdi" in Bozen. Dort schloss er das Bachelor-, sowie das Masterstudium mit Auszeichnung ab. Nach seinem beendeten Studium in Bozen beschloss Wenter im Jahr 2023 ein weiteres Masterstudium der (Wiener) Klarinette an der Kunstuniversität Graz bei Wolfgang Klinser anzutreten und lebt seither in Wien.
Im Laufe seiner Karriere nahm Wenter an zahlreichen Wettbewerben teil, darunter der „Concorso internazionale per clarinetto – Città di Carlino“, der „Internationalen Aeolus Bläserwettbewerb“ sowie beim „Premio nazionale delle arti“. Bei seinen Teilnahmen am österreichischen Bundeswettbewerb "prima la musica" erspielte er mehrere erste und zweite Preise und wurde im Jahr 2019 als Landessieger mit dem Sonderpreis ausgezeichnet. Auch konzertierte er unter anderem, auch im Zuge internationaler Auftritte und Tourneen, mit der "Camerata Salzburg", dem Symphonischen Blasorchester Tirol und dem Wiener Kammerorchester. Solistisch trat er 2020 im Rahmen des Projektes „Junge Solisten am Podium“  mit dem Tiroler Kammerorchester auf. Im November 2024 gewann er einen internes Vorspiel der Kunstuniversität Graz und trat in Folge als Solist mit dem Orchester der KUG im Grazer Musikverein auf, wo er seine Darbietung des Nielsen-Klarinettenkonzerts auf der Böhm-Klarinette wiedergab. Dieses Werk war ebenfalls Thema seiner abgelegten Diplomarbeit in Bozen.

## Privates
Als Mitglied der Musikgruppe "Salten-Oberkrianer" nahm Wenter mit dieser ein 2023 beim Musikverlag "TYROLIS-music" erschienenes Album zum 20. Jubiläum der Gruppe auf und pendelt auch regelmäßig zwischen seinem Wohnort Wien, der Universität in Oberschützen und seiner Heimat Südtirol, um trotz seines Studiums regelmäßig mit der Gruppe auftreten zu können.